# Властелин Колец Онлайн
«Властели́н коле́ц онлайн» (аббрев. ВКО, англ. The Lord of the Rings Online, LotRO) — многопользовательская ролевая онлайн-игра, основанная на романе Дж. Р. Р. Толкина «Властелин колец».
28 января 2008 компания IT Territory, входящая в состав альянса Astrum Online Entertainment, объявила о заключении договора с Turbine, Inc. о полной локализации игры на русском языке и издании её на территории России. Заявленная дата релиза русской версии игры — сентябрь 2008. 26 сентября 2008 состоялось открытие русских серверов..
21 сентября 2011 года русские серверы перешли на модель оплаты free-to-play, теперь доступ к игре не требует ежемесячной оплаты.
1 июня 2015 года серверы российской локализации прекратили свою работу.

## Основы игры
- Игра ориентирована на игроков, предпочитающих стиль PvE. Аспект PvP представлен добровольными дуэлями, выявляющими победителя без каких-либо последствий, и игрой за монстров.
- Максимальный уровень персонажа — 150.
- Показатель здоровья персонажа, обычно называемый очками жизни, назван боевым духом. Таким образом, персонажи игроков формально не погибают в бою, а отступают.

### Сюжет
Действие игры разворачивается одновременно с событиями романа, начинаясь с момента ухода Фродо из Шира. Каждый из регионов Средиземья в игре находится в определённом сюжетном времени. Например, в Шире всегда сентябрь 3018 года Третьей Эпохи, в Ривенделле декабрь 3018, в Лотлориэне февраль 3019. По мере выхода дополнений сюжетное время игры продвигается вперед, после выхода Угрозы Изенгарда оно примерно соответствует началу второй части книжной трилогии.
Эпический сюжет представляет собой главную линию прохождения игры и проводит игрока по всему игровому миру. Во время прохождения заданий эпоса игрок может встретиться с главными героями книги и даже сразиться плечом к плечу с ними. В процессе выполнения квестов эпической линии мир вокруг игрока изменяется, ему открываются ранее недоступные области карты, неигровые персонажи меняют своё местоположение.
Эпическая линия игры разделена на тома, которые выходят вместе с платными дополнениями. На данный момент существует четыре тома: «Тени Ангмара», в которых игроку предстоит борьба с лже-королём Ангмара Мордиритом, «Копи Мории», в которых игрок будет помогать гномам Подгорного Королевства освобождать Морию от сил Тьмы, «Союзники Короля», которых игрок будет сопровождать на юг, вслед за Арагорном, и «Сила Саурона» (The Strength of Sauron), где действие разворачивается в охваченном войной Гондоре. Каждый том разделен на книги, которые выходят вместе с бесплатными дополнениями. «Тени Ангмара» насчитывают 15 книг, «Копи Мории» — 9, «Союзники Короля» — 14, «Сила Саурона» — 6 и ожидаются продолжения. На этом сюжет игры, совпадающий с действием книг, завершается, и дальше события раскрываются в «Черной книге Мордора». На данный момент в ней шесть глав.

### Расы
Игроку для создания персонажа доступно 5 рас: люди, эльфы, хоббиты, гномы и беорнинги, которые были добавлены в обновлении 15 «Гондор в огне» (Gondor Aflame), а также высшие эльфы, которые пришли в игру с выходом Мордора.
Каждая раса имеет свои преимущества и недостатки, заметные на ранних этапах игры, но сглаживающиеся по мере развития персонажа.
Также раса влияет на доступность игровых классов и выбор пола персонажа (гномам выбор пола недоступен).

### Классы
Игроку доступны на выбор 9 игровых классов:
- Хранитель Мудрости — мудрец, использующий в бою знание природы. Класс доступен Людям и Эльфам. Способен призывать на помощь зверей, таких, как медведи, вороны, тигры, орлы и рыси, а также призрачных животных. Имеет возможность призыва декоративных животных. В Братстве служит контролем, может снимать негативные эффекты (раны, болезни), восполнять энергию другим участникам, немного восстанавливать боевой дух. Может наносить большой урон по площади. Вооружен обычно посохом и мечом, носит лёгкие доспехи. Основной параметр — воля.
- Воитель — персонажи этого класса сильны в бою, они наносят большой урон, и в то же время их нелегко убить. Воитель может быть Человеком, Эльфом или Гномом. Роль в братстве — урон ближнего боя, в первую очередь урон по области, вспомогательный танк. Имеет возможность стрелять из лука, но урона наносит мало. Носит тяжелые доспехи, использует разнообразное оружие — одноручное, двуручное, луки. Основной параметр — сила.
- Страж — персонажи этого класса наносят не очень высокий урон, но зато у них наибольшие показатели брони и боевого духа. Класс доступен всем игровым расам. При использовании двуручного оружия и специальных талантов может наносить сильный урон, но при этом снижается его защита. Роль — основной танк, урон ближнего боя. Носит тяжелые доспехи, оружие — одноручное с тяжелым щитом для танкования, двуручное для урона. Так же, как и Воитель, может использовать дальнобойное оружие. Основной параметр — сила.
- Рыцарь — рыцарям доступны герольды, сражающиеся на их стороне, и штандарты, повышающие основные характеристики персонажей, находящихся рядом. Класс доступен только Людям. (С выходом дополнения «Мордор» -еще и Высшим эльфам). Роль — усиление союзников, вспомогательное лечение, вспомогательный танк. Урон сильный. Носит тяжёлые доспехи, может использовать лёгкие щиты, разнообразное оружие — одноручное, двуручное, алебарды. Основной параметр — сила.
- Взломщик — основное преимущество класса — скрытность, делающая их невидимыми для врагов, и множество оглушающих умений. Класс доступен Людям и Хоббитам. В Братствах взломщики способны запускать групповые умения, позволяющие наносить дополнительный урон, восстанавливать боевой дух и запас энергии. Также взломщики славятся своими дебафами, которые значительно ослабляют оборону противника. Роль в Братстве — контроль, дебафы, урон ближнего боя, групповые умения. Доспехи носит средние, оружие — одноручное, обычно кинжалы. Основной параметр — ловкость.
- Охотник — специалист по дальнему бою. Наносит большой урон по одиночной цели. Класс доступен всем расам. Имеет способность быстро перемещаться в любую локацию вместе с братством. Может пугать цель, есть несколько умений, предназначенных для контроля. Класс считается сравнительно простым в управлении и развитии. Доспехи — средние, оружие — луки, арбалеты и одноручное оружие для ближнего боя. Основной параметр — ловкость.
- Менестрель — хилер. Основная задача — лечить участников братства. При игре в одиночку может использовать боевой режим, который позволяет лечить только самого себя, но увеличивает урон и дает возможность оглушать противника. Оружие — различные музыкальные инструменты (лютня, рог, барабан и др.), доспехи — лёгкие. Основной параметр — воля.

С выходом дополнения «Копи Мории» в игру были добавлены 2 новых класса, доступных при покупке дополнения или приобретаемых в «Лавке»:
- Хранитель Рун — наиболее 'магический' класс в игре. В зависимости от талантов и экипировки, способен как наносить высокий урон, так и быть полноценным лекарем. Владеет несколькими умениями, направленными на усиление и защиту союзников. Невысокий боевой дух и легкие доспехи компенсируются солидным уроном и запасом энергии. Оружие — специальные рунические камни, относящиеся к одной из трёх стихий — огонь, холод и молнии. Разные умения также относятся к разным стихиям, что влияет на выбор камня. Основной параметр — воля.
- Защитник — идеальный класс для игры в одиночку. Доступен людям, эльфам и хоббитам. Доспехи — средние, носит специальные щиты. Урон наносит средний (при установке классовых талантов на урон — выше среднего). Роль — танк, вспомогательный танк. Считается более сложным для игры, чем страж, но в руках опытного игрока способен с ним конкурировать. В бою Защитник использует комбинации умений (гамбиты), количество которых довольно велико. Гамбиты собираются из всего трех активных умений, использованных в определённой последовательности. Основной параметр — ловкость.

С выходом обновления «Гондор в огне» в игру был добавлен один новый класс, приобретаемый во внутриигровой лавке:
- Беорнинг — класс, подходящий как для игры в одиночку, так и для компании. Доступен расе беорнингов. Доспехи — тяжёлые. Может перевоплощаться в медведя. Наносит высокий урон. Роли — нанесение урона, поддержка, лекарь, танк. Основной параметр — ловкость.

С выходом обновления «Мордор» в игру была добавлена раса высших эльфов, доступная после покупки во внутриигровой лавке.

### Развитие персонажа
Игровой процесс обычен для MMORPG. Персонажи путешествуют по миру, уничтожают монстров, выполняют задания. Во Властелине Колец Онлайн существует огромное количество квестов, основную часть опыта персонаж получает за них.
Деяния — представляют собой подобие заданий, для их выполнения обычно нужно уничтожить большое количество определённых врагов, найти несколько объектов на карте, выполнить определённое количество заданий в регионе, достичь определённого уровня репутации с какой-либо фракцией или победить особо сильного противника в инстансе.
Прозвища — одна из составляющих имени персонажа. Выполнив какое-либо деяние, персонаж получает доступ к соответствующему прозвищу. Из набора прозвищ можно выбрать одно, которое будет видно окружающим игрокам.
Добродетели — набор из 20-ти характеристик персонажа, увеличивающихся при выполнении деяний. Используемые добродетели (до 5 одновременно) усиливают различные базовые параметры персонажа.
Расовые таланты — специфичные для расы особенности, получаемые при выполнении набора деяний, доступных соответствующей расе.
Классовые таланты — набор способностей, отличающихся для каждого игрового класса, улучшающих или модифицирующих умения персонажа. Для получения таланта персонаж должен много раз успешно применить определённое умение.
Легендарные таланты — особенно мощные классовые таланты, получение которых связано с отдельной цепочкой заданий. Были убраны в последнем обновлении (Хельмова Падь) и перемещены в классовые таланты.
Исключающих вариантов развития не существует, персонаж может собрать все возможные таланты и добродетели. Замена активных талантов и добродетелей доступна в любое время и в любом месте — лишь бы не в бою.

### Система ремесел
Персонаж может выбрать для изучения одно из существующих в игре ремесел, каждое из которых включает в себя три профессии.
- Бронник (Кузнец, Рудокоп, Портной),
- Исследователь (Портной, Лесоруб, Рудокоп),
- Мастер-оружейник (Оружейник, Рудокоп, Деревообработчик),
- Медник (Ювелир, Рудокоп, Повар),
- Йомен (Повар, Фермер, Портной),
- Лесник (Деревообработчик, Лесоруб, Фермер),
- Историк (Ученый, Оружейник, Фермер).

Развитие профессии происходит при использовании входящих в неё «рецептов», часть которых дается сразу, некоторые могут быть куплены у специального продавца, а остальные придется снимать с трупов врагов. По мере накопления ремесленного опыта персонаж получает новые уровни профессии. Ограничений по уровню персонажа для развития ремесла нет.
Добывающие профессии:
- Фермер — выращивает на полях разнообразные полезные растения, из которых повар сможет приготовить что-нибудь вкусное.
- Рудокоп — собирает попадающиеся на пути рудные залежи, выплавляет из руды металлы, годные для оружия, доспехов или ювелирных украшений.
- Лесоруб — подбирает и обрабатывает древесину, из которой делают луки, копья, дубины и тому подобное. Умеет также выделывать шкуры.

Обрабатывающие профессии:
- Повар — готовит всякую всячину, позволяющую сражаться со страшными противниками не на пустой желудок, что куда эффективнее. Еда увеличивает различные параметры персонажа.
- Ювелир — изделия из драгоценных металлов и камней, выходящие из рук ювелира, не только украшают владельца, но и значительно усиливают его. Также изготавливает легендарные предметы для воителей (руны) и хранителей рун (камни).
- Кузнец — изготавливает тяжелые доспехи и щиты. Также делает ремесленные инструменты для всех остальных профессий и изготавливает легендарные предметы для стражей (пояса) и для рыцарей (рыцарские эмблемы)
- Ученый — собирает древние манускрипты, размышляет над ними и записывает результат. Результаты работы ученого полезны и в мирной жизни, и в сражении: свитки для повышения атаки и защиты, снадобья энергии и боевого духа, специфические зелья для классов, красители для одежды и многое другое. Изготавливает легендарные предметы для менестрелей (нотные тетради) и для хранителей мудрости (книги).
- Портной — шьёт из выделанных шкур и купленных тканей разнообразные легкие и средние доспехи. Изготавливает легендарные предметы для взломщиков (инструменты для взломщика) и для хранителей рун (сумка для рун).
- Оружейник — делает мечи, кинжалы, топоры и прочее холодное оружие. Также оружейник изготавливает шипы для щитов, метательное оружие и ловушки. Изготавливает легендарные мечи, кинжалы, топоры, булавы почти для всех классов.
- Деревообработчик — создаёт оружие из дерева, например, дубинки, копья (в том числе и метательные), луки и арбалеты. Также изготавливает музыкальные инструменты. Легендарные предметы, которые может изготавливать деревообработчик, используются в качестве основных у таких классов, как охотник (луки и арбалеты) и хранитель мудрости (посох). Также может изготавливать легендарные палицы (дубины) и молоты почти для каждого класса.

### Вооружение и экипировка
В обновлении «Копи Мории» были введены система легендарного оружия и механизм «радости».
Легендарное оружие и предметы, подобно персонажу, набирают опыт в процессе игры, отчего становятся сильнее, получают дополнительные бонусы и улучшают уже имеющиеся. Для каждого класса существует свой набор предметов, использовать предметы другого класса нельзя. Можно экипировать два легендарных предмета (обычно это оружие и специфичный для класса предмет, как книга для Хранителя Мудрости), развивать одновременно можно до 6 предметов (в обновлении 3.3 — до 8 предметов). За счет высоких характеристик, полезных бонусов («наследий») и возможности вставлять усиливающие предмет «реликвии», легендарное оружие и предметы являются лучшим выбором на высоких уровнях.
Некоторые наборы брони, начиная с Мории, обладают новым параметром — «радостью». В наиболее сложных инстансах накладывается противоположный эффект «отчаяния», снижающий параметры и эффективность умений персонажа. Не обладающий достаточным показателем радости будет там бесполезен или даже опасен для группы. С введением новых инстансов в игру максимально доступное количество радости постепенно повышалось (80 в Мории, 120 в Лориэне, 180 в Лихолесье). Как следствие, для похода в наиболее опасные места необходимо сначала пройти по более доступным и собрать нужную экипировку. Такой подход вызывал недовольство части игроков. В очередном патче механизм радости был убран из игры.
В обновлении 14 (Тропы Мёртвых) была введены эссенции. Их, а также предметы со специальными слотами, можно выбить из монстров, получить за квест (в том числе прохождение инстанса) или обменять у НПС. При вставке эссенций в такое снаряжение оно получает дополнительные характеристики. В настоящий момент получение предметов и эссенций на максимальный уровень возможно в еженедельных «рекомендованных» инстансах на максимальный уровень. При победе в них выдаётся ящик как с искомыми, так и с другими предметами, в том числе жетонами для обмена рецептов эссенций (уровень профессии — т10). Все эссенции(кроме итиленских на 105 уровень) могут быть свободно переданны другому игроку даже после экипировки в броню/бижутерию, но для того, чтобы достать их из предметов нужен специальный свиток (добывается в игровом мире или покупается в Lotro-Store). Тем самым у игроков появилась возможность хоть немного, но улучшить свою экипировку, даже если они переросли её.

### Хобби
Игрокам доступно только одно хобби — рыбалка. При помощи удочки персонажи могут ловить в любом водоеме рыбу. Некоторые виды годятся в еду, часть можно повесить на стену дома как трофей, а отдельные редкие виды представляют спортивный интерес для выполнения деяний.

### Эмоции
Персонажам доступно большое количество анимированных эмоций, которые можно продемонстрировать в подходящих случаях. Эффект зависит от выбранного персонажем объекта, так что стоит внимательно следить, к кому вы обращаете ваши эмоции. Чтобы использовать эмоцию, нужно набрать в строке чата «/имя_эмоции» или выбрать её из раскрывающегося списка.
Большая часть эмоций доступна персонажу сразу, но за выполнение некоторых игровых заданий и деяний можно будет открыть дополнительные. Например, видов танца изначально доступно четыре, а дополнительно можно открыть ещё десять, причём эти танцы будут более сложными и красивыми.

### Фестивали
В игре периодически проводятся сезонные события — фестивали. Принять участие в них может игрок любого уровня, а наградой за участие станут уникальные предметы для дома, красивая одежда, подарки, титулы, лошади, а также разные предметы (снежки, кристаллы и т. д.), при использовании которых происходит какой-нибудь забавный эффект.
Выполняя задания фестиваля, персонаж получает соответствующие сезону жетоны (зимние, весенние, летние и осенние). На них у специальных персонажей обмениваются фестивальные предметы.
Во время всех фестивалей можно участвовать в скачках на полях Шира и Бри. В них нужно за определённое время пройти полосу препятствий. Наградой за победу станет либо жетон скачки, либо 3 сезонных жетона праздника.
Во время Летнего фестиваля в специально отведенных прудах можно ловить уникальных рыб.
Одним из событий Осеннего фестиваля является традиционная драка за свежесваренное гномье пиво.
На Зимнем фестивале игрок сможет опробовать себя в роли актёра и почувствовать себя театральным критиком.

## Локации
Действие игры проходит в множестве локаций, описанных во Властелине Колец. По мере выхода обновлений эпической линии в игру добавляются новые местности.
Начинают персонажи, в зависимости от выбранной расы, в одной из трех стартовых локаций — Бри для людей, Шир — для хоббитов и Эред Луин для эльфов и гномов.
Получив более высокий уровень, игрок может отправиться дальше, посетив Пустоши к востоку от Бри или Северное Нагорье к северу.
К западу от Северного Нагорья лежат земли Эвендима, а к северу — мрачный Ангмар.
Севернее Эвендима расположены заснеженные просторы Форохеля.
Продолжая путь на восток из Пустошей, игрок пройдет через Троллистую пущу к Ривенделлу. К северу от него расположены Мглистые горы, а к югу — Эрегион.
Двигаясь дальше к югу, игрок пройдет через Энедвайт в Дунланд и к Изенгарду.
На востоке Эрегиона расположен вход в Морию. Пройдя сквозь неё, игрок окажется в обширной области Рованиона, где расположены Лотлориэн, южное Лихолесье, Великая река, Нан Курунир и Рохан — Восточный и Западный.
К югу от Рованиона находятся земли Гондора — Центральный, Восточный и Западный, а также Мёртвые топи и Анориэн, Старый и Дальний.
Дальше на восток лежит Мордор, оплот Саурона.

## Игра за монстров
Присутствует возможность играть за силы Саурона и сражаться с остальным населением Средиземья в режиме PvMP (Player versus Monster-Player — Игрок против Монстра-Игрока). Игроков перемещают в Эттенские высоты, всеобщую область игры PvMP, где идет непрерывный бой между Свободными народами и силами Ангмара. Игрок может выбирать, войдет ли он в эту мясорубку своим обычным персонажем, или же в качестве одного из прихвостней Врага. Участвующий в боях на Эттенских высотах игрок может заработать очки судьбы, бесчестье или славу.
Кроме поединков, засад и небольших локальных драк, на Эттенских высотах также происходят крупные сражения за отдельные стратегические пункты. На динамической карте каждый такой пункт отмечен флагом текущего владельца: красный — игроки-монстры, синий — Свободные народы. В этих укреплениях, в зависимости от того, кто их контролирует, вас ожидают союзники или враги.
В обновлении 16 была добавлена вторая PvMP область, Осгилиат.
Очки судьбы. И персонажи-монстры, и представители свободных народов могут зарабатывать в Эттенских высотах очки судьбы, которые можно тратить на приобретение новых умений, улучшение доспеха, усиление наносимого монстром урона и т. п. А игроки-Свободные тратят очки судьбы на временные улучшения отдельных параметров, таких, как ускоренное получение опыта, ускоренный бег, повышенное здоровье, защита и прочие.
Ранг — это социальное положение персонажа среди Свободных народов или авторитет в глазах армии Ангмара, заработанный путём убийства других игроков, а также выполнением квестов. Чем выше ранг монстра, тем более сильным он становится, открывая для себя новые таланты и умения. Основному же персонажу ранг открывает доступ к набору доспехов, украшениям, а также к новому коню, а также повышает боевой дух, энергию и урон на Эттенских высотах.
Рейтинг — постоянно меняющийся параметр, который колеблется в зависимости от побед и поражений в бою. Количество получаемых или теряемых очков рейтинга зависит от рейтинга персонажа и от рейтинга противника или противников. Чем выше рейтинг жертвы, тем больше награда за победу над ней.

### Классы монстров
Орк-разбойник — по сути, воитель сил Зла. Высокая скорость атаки, а также хороший запас боевого духа вместе с неплохим уроном делают из него грозного противника. Основная роль в группе — урон ближнего боя, иногда — танк. Его способности позволяют быстро сблизиться с врагом для навязывания ему ближнего боя. Скорость взятия рангов — средняя. По умолчанию доступен для игры обладателям свободного и премиум-доступа.
Ткачиха — огромный паук, аналог Хранителя мудрости на Эттенских Высотах, осуществляющий поддержку войск Ангмара в бою. Грозный противник, но в ближнем бою долго не живёт. Может вызывать себе на помощь детёныша, который при надобности может отдать свою жизнь в обмен на восстановление немалого количества боевого духа своей матери. Вне боя может затаиться под землей и внезапно напасть, если появится враг. Основная роль в группе — дебафы, контроль, урон дальнего боя. Скорость взятия рангов — средняя.
Урук-чёрная стрела — аналог охотника свободных народов. Высокий урон в дальнем бою, очень низкий — в ближнем. Основная роль в группе — урон в дальнем бою. Один из самых популярных классов монстров в игре. Скорость взятия рангов — высокая.
Урук-вожак — бафер и хилер в одном лице. Класс аналогичен классу рыцарей среди свободных народов. Основная задача в группе — лечить соратников, возвращать боевой дух павшим, ставить штандарты, снижающие характеристики врага (или увеличивающие у союзника), спасать тех, кто попал под удар врага. При игре в одиночку не способен выдать большой урон и чаще всего погибает. Скорость взятия рангов — высокая. На высоких рангах становится практически неубиваем для одиночек.
Орк-осквернитель — знаток ядов и порчи. Менестрель сил Ангмара. С их помощью он способен исцелять раны союзников и ослаблять противника разнообразными болезнями. На высоких рангах в бою один на один становится практически непобедимым. Основная задача в группе — лечить соратников, снимать благословения с противников. Скорость взятия рангов — высокая. Весьма популярный класс в игре.
Ловчий варг — аналог взломщика на Эттенских Высотах. Подобно ему, может передвигаться в тенях, оставаясь незаметным для врага. Один из самых популярных классов монстров в игре. Основная задача в группе — диверсии, разведка, урон ближнего боя. Скорость взятия рангов — средняя.

### Сессионная игра
Так называемый режим сессионной игры дает игрокам возможность поиграть в «шкуре» временного персонажа, которого невозможно улучшать, «прокачивать» и сохранять. Всего в игре существует три типа временных персонажей, которыми может «стать» игрок на два-три часа игры.
Первый персонаж сессионной игры — тролль, воюющий на стороне Ангмара в Эттенских Высотах. Для того, чтобы «стать» троллем, игрок-монстр должен иметь 1 ранг и отдать 500 очков судьбы. Тролли являются очень сильными созданиями, атаки которых наносят ущерб сразу нескольким противникам. Лучше всего тролль проявляет себя в составе рейда, атакующего вражескую точку, в одиночку же тролль очень слаб. Своими атаками по области он способен выводить из строя и прерывать атаки до 10-ти противников одновременно, а огромный запас здоровья позволяет долго противостоять вражеским атакам, что является ценным подспорьем в крупномасштабных битвах.
Вторым стоит указать Следопыта. Следопыты, верные традициям дунаданов, воюют в Эттенских Высотах на стороне Свободных Народов. Для того, чтобы поиграть следопытом, игрок должен иметь 1 ранг и заплатить 500 очков судьбы. Следопыт не является аналогом Тролля, у него совсем другая механика и стиль игры. Следопыт способен прятаться от чужих глаз, нападать на врагов из засады, стрелять из лука с подожженными стрелами, а также хорошо драться в ближнем бою. В отличие от троллей, атаки следопыта рассчитаны на бой с небольшим числом противников. Вкупе со скрытностью и иммунитетам ко многим видам атак это делает следопыта отличным разведчиком и диверсантом. Как правило, большую часть своей жизни следопыт проводит в одиночку, либо в компании другого следопыта.
На Эттенских Высотах существует ограничение на максимальное количество таких персонажей, причем это количество меняется в зависимости от числа захваченных замков с той и другой стороны. Таким образом, тролли и следопыты служат для выравнивания баланса сил на Эттенских Высотах.
Третьим персонажем сессионной игры является… курица. В отличие от могущественных троллей и следопытов, игра за курицу позволяет почувствовать, насколько опасно Средиземье на самом деле. Курица имеет 1 уровень, притом, что все враждебные NPC имеют минимум 6-й уровень. Кроме этого, у неё есть всего 4 умения, ни одно из которых не является атакующим. Уровень здоровья курицы настолько низок, что большая часть врагов убивает её одним ударом. В этом облике игрок может путешествовать по Средиземью, выполняя «куриные» задания, в том числе самый эпический квест в игре, в котором нужно будет за 6 часов пробежать по всему Эриадору и активировать таинственные «куриные камни».
Сессионная игра не ограничивается вышеперечисленными тремя персонажами. Во время прохождения эпической линейки заданий игрок часто будет применять к себе амплуа других персонажей игрового мира. В одном из таких квестов можно от лица очевидца узреть освобождение Проклятия Дарина, морийского Балрога, примерить шкуру орка, павшего в битве у Хельмовой Пади, или стать каменным великаном и втоптать в грязь своих обидчиков.

## Игровая лавка
Изначально Властелин Колец Онлайн распространялся по модели с ежемесячной подпиской. При переходе к модели свободного доступа в игру был добавлен игровой магазин. Валютой в нём служат виртуальные LOTRO points, которые можно либо приобрести за деньги, либо получить в игре за выполнение деяний, а также достижения любого из четырёх уровней репутации с игровыми фракциями.
При бесплатном доступе на игрока накладывается ряд ограничений — максимальное количество золота, закрытые слоты талантов, объём сумок, количество создаваемых персонажей и т. п. Снять их можно, оплатив соответствующую позицию в Лавке, либо приобретя «VIP-статус» хотя бы на минимальное время. Хотя бы раз оплаченный аккаунт переходит в категорию «премиум». Также игрок может покупать постоянный доступ к наборам заданий локации, инстансам, высшим уровням ремесленных гильдий. Кроме того, эти ограничения снимаются на время действия оплаченного «VIP-статуса». Дополнения приобретаются отдельно, независимо от статуса аккаунта. Выполнять задания эпической линии и посещать локации Средиземья можно при любом статусе доступа (Эпос Хельмовой Пади является платным).
За LOTRO points можно приобрести возможность ускорения развития персонажа (добавление опыта за убийство монстров, ускорение набора репутации, быстрое выполнение деяний). В ассортименте есть ряд предметов, усиливающих персонажа (повышение базовых параметров, улучшение легендарного оружия), хотя их можно получить и игровым путём. В игровой лавке приобретаются также многочисленные декоративные и фестивальные предметы.

## Экономика
В игре существует своя экономическая система. При помощи золотых, серебряных и медных монет, которыми в свою очередь награждается игрок после выполнения задания, продажи предметов, получаемых разнообразными способами (профессии, убийство монстров и тд.), НПС или другому игроку. Монеты также могут быть использованы для покупки экипировки у НПС и других игроков или же её ремонта у кузнецов. Используется валюта также и для быстрых перемещений, покупки материалов для создания разнообразных вещей или приобретения собственного дома. Игроки могут торговаться лицом к лицу или при помощи почтового ящика. В игре имеется аукцион. В обновлении 11 были добавлены мифриловые монеты (приобретаются за LotRO points), они служат в качестве дополнительной игровой валюты.

## Дополнения

### Mines of Moria
Дополнение, выпущенное 18 ноября 2008 года, представило новую сюжетную ветку, 2 новые локации (Морию и Лотлориэн) и 2 новых класса (хранитель рун и защитник). Максимальный уровень был повышен до 60.

### Siege of Mirkwood
Был добавлен регион южного Лихолесья, а уровень увеличен до 65. Сюжет заканчивал сюжетную линию, начатую в предыдущем дополнении. Дата выхода — 1 декабря 2009 года.

### Rise of Isengard
Третье дополнение, выпущенное 27 сентября 2011 года. Анонс произошел 19 ноября 2010 года, а предварительный заказ стал доступен 7 июня 2011 года, когда Turbine объявила дату выпуска. Дополнение увеличило максимальный уровень игры до 75, добавило легендарные предметы 75-го уровня, новый уровень крафта и рейд на 24 человека, а также расширило мир Средиземья, добавив Дунланд, Пропасть Рохана и Нан Курунир (Изенгард). Закрытая бета-версия стартовала 27 июля и завершилась за несколько недель до релиза.

### Riders of Rohan
Было выпущено 15 октября 2012 года. Новые улучшения игры включают повышение максимального уровня до 85, легендарное оружие 85-го уровня (включая новый легендарный предмет) и шесть новых областей в Восточном Рохане. Основная новая функция дополнения — «Конный бой», которая позволяет игрокам отрабатывать навыки сражения верхом на лошадях.

### Helm’s Deep
Пятое по счету дополнение, выпущенное 20 ноября 2013 года, после того как его выпуск был перенесен на два дня с первоначальной даты выпуска. Новое дополнение увеличивает максимальный уровень в игре до 95, а одной из главных новых функций является возможность участвовать в битвах «эпического» масштаба, таких как Битва при Хельмовой Пади. Битва создана в игре с использованием усовершенствованных технологий, созданных Turbine во время разработки дополнения, которые позволяют использовать значительно большее количество действий и моделей персонажей во время игры. Дополнение также добавляет 5 новых зон в Западном Рохане.

### Mordor
Шестое дополнение, выпущенное 31 июля 2017 года. Оно подняло максимальный уровень игры со 105 до 115 и добавило новый регион Плато Горгорот в Мордоре, который Свободные люди Средиземья начинают исследовать после падения Саурона. В сюжете дополнения описывается разрушение Единого Кольца и последующее празднование на Поле Кормаллена в Итилиэне.

### Minas Morgul
Седьмое дополнение, выпущенное 5 ноября 2019 года. Оно подняло максимальный уровень игры со 120 до 130 и добавило Моргульскую долину с мертвым городом Минас Моргул, а также семь новых групповых подземелий и новый рейд в логове Шелоб.

### War of Three Peaks
Восьмое дополнение, выпущенное 20 октября 2020 года. Анонсировано как «мини-дополнение», меньшее предыдущих дополнений как по объему, так и по цене. Оно не меняло максимальный уровень персонажей, вместо этого был введен новый тип квестов — «Миссии», подстраивающиеся под уровень игрока.

### Fate of Gundabad
Девятое дополнение, выпущенное 10 ноября 2021 года. Это прямое продолжение предыдущего дополнения. Был поднят максимальный уровень до 140, добавлен регион Гундабад и новый класс.

### Before the Shadow
Десятое дополнение, выпущенное 15 ноября 2022 года. Оно не повышало максимальный уровень игры и не продвигало текущую сюжетную линию, вместо этого добавило новую стартовую зону с сюжетной линией, предшествующей классической версии игры.

### Corsairs of Umbar
Дата выхода — 1 ноября 2023.

### Legacy of Morgoth
Двенадцатое дополнение, добавляющее новые регионы и связанный контент в Хараде. Дата выхода — 6 ноября 2024 года.

## Отзывы
| Сводный рейтинг       | Сводный рейтинг |
| Агрегатор             | Оценка          |
| --------------------- | --------------- |
| GameRankings          | 86,89 %         |
| Иноязычные издания    |                 |
| Издание               | Оценка          |
| Eurogamer             | 9 of 10         |
| Русскоязычные издания |                 |
| Издание               | Оценка          |
| PlayGround.ru         | 9/10            |
| «ЛКИ»                 | 92 %            |
| «Страна игр»          | 8,5/10          |